# アロマ・エスプレッソ・バー

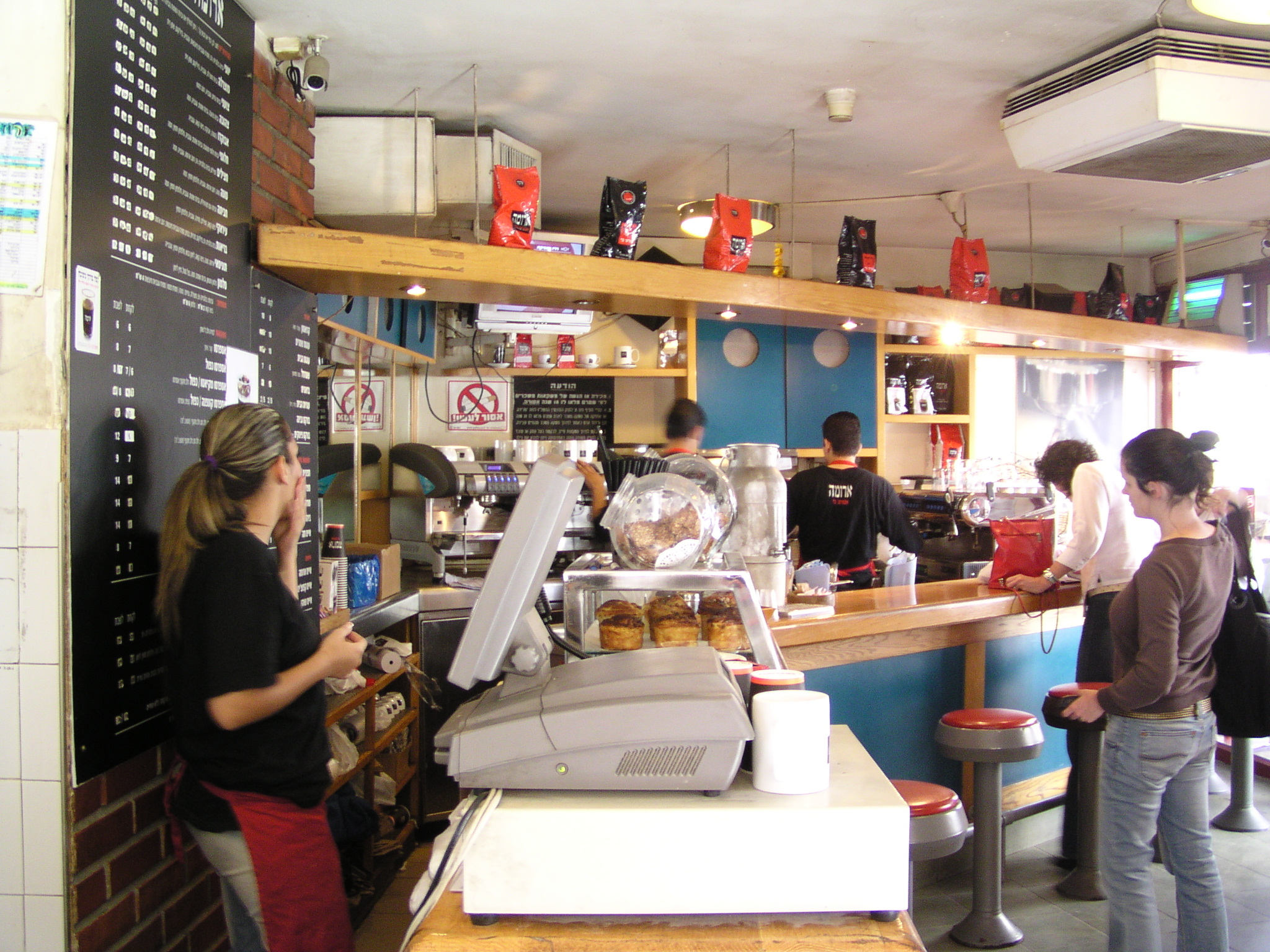
エルサレムのヒレル通りの店舗

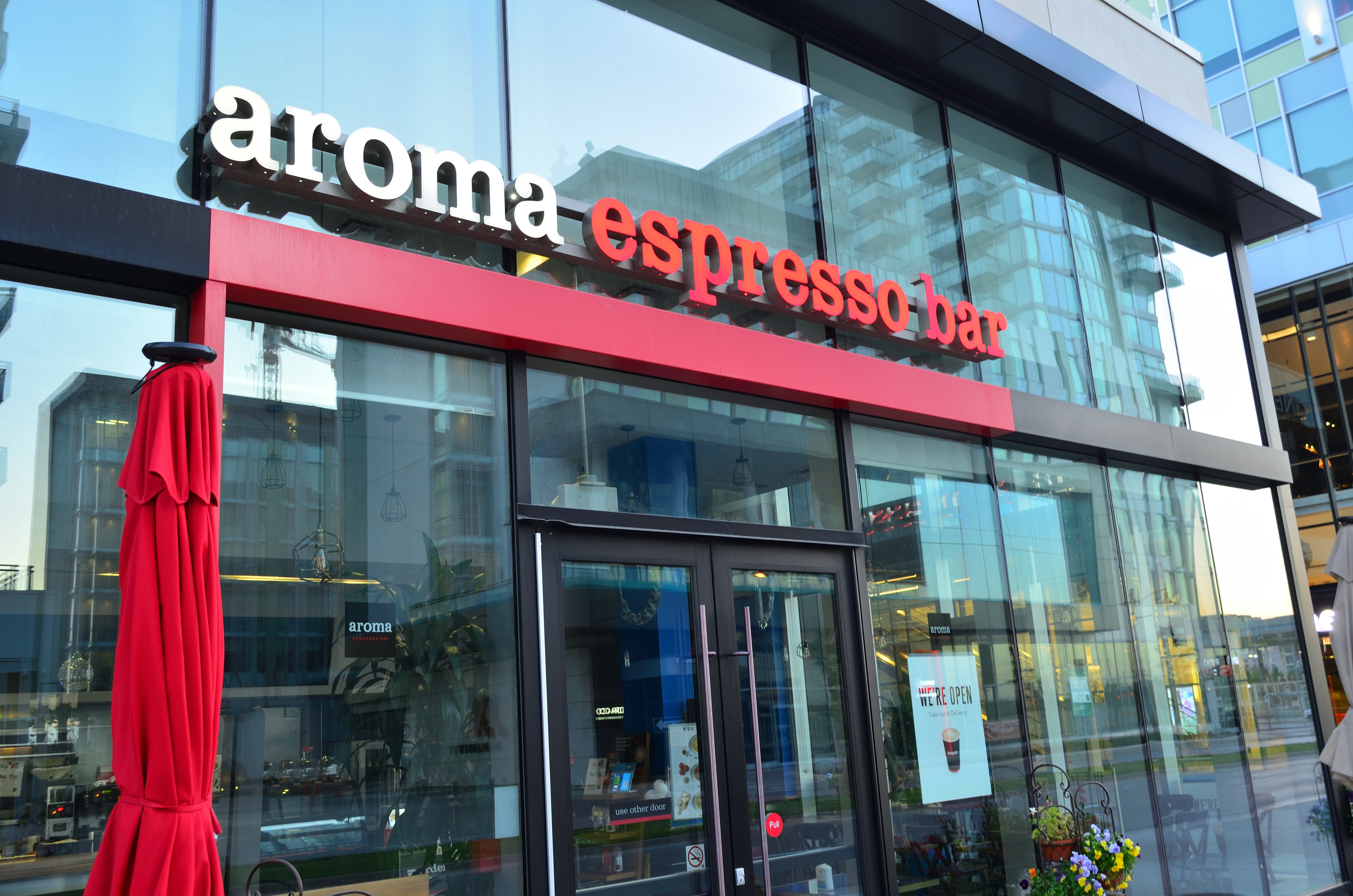
トロントのアロマ・エスプレッソ・バー

アロマ・エスプレッソ・バー (英語:Aroma Espresso Bar、ヘブライ語: ארומה אספרסו בר 、アロマ）は、イスラエルのカフェチェーンで、イスラエルに162店舗を展開しているほか、 アメリカ、 カナダ、 カザフスタン、ウクライナにも展開している。 
アロマでは、さまざまな種類のコーヒーやソフトドリンクに加えて、ペストリー、サラダ、スープ、サンドイッチ、軽食を提供している。パンやペストリーは店舗で毎日焼いたものを提供している。